# Villa Feri

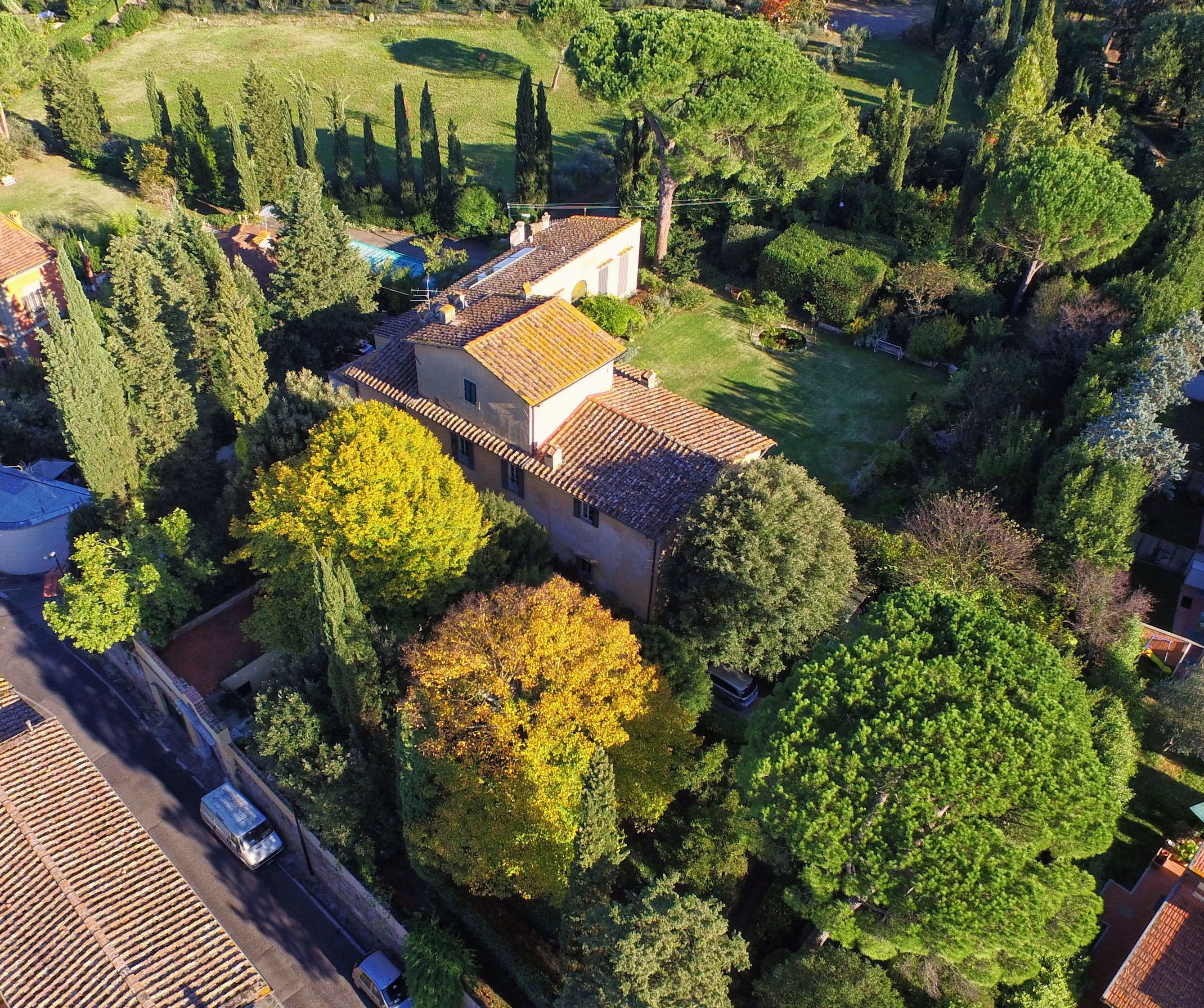
Villa Malavolta (Villa Feri) vista dall'alto

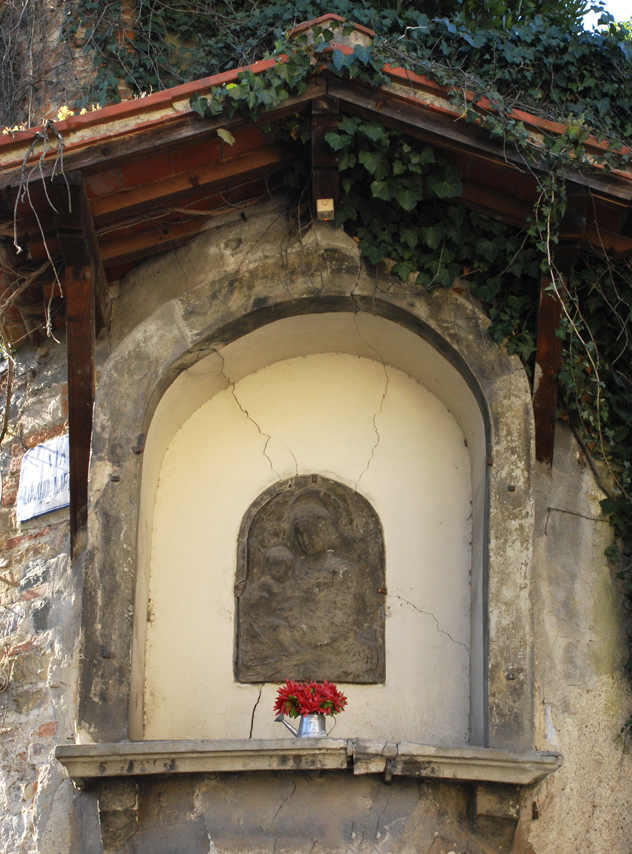
Villa Feri - tabernacolo

Villa Feri è una villa di Firenze e si trova in via del Podestà 69 (all'angolo con via Martellini). È nota come “casa da signore” già dal secolo XV. 
Le prime notizie documentate di questa villa risalgono al 1472 quando Agostino di Lotto Tanini e Agnolo di Zanobi Da Diacceto la vendettero a Bernardo d'Antonio degli Alberti. Nel 1481 passò ai fratelli Agnolo e Benedetto Bartolommei, poi, all'inizio del XVI secolo, l'acquistarono Raffaello e Miniato Miniati. Passò poi ai Bartolini-Salimbeni, che modificarono la struttura dell'edificio, ai Vinci e, più di recente, ai Boni. Nel 1863 venne infine acquistata dalla famiglia Feri che le diede il nome attuale (il loro stemma è visibile sopra l'ingresso). 
L'edificio è rialzato rispetto al piano stradale e presenta una struttura simmetrica rispetto al portale d'ingresso di via del Podestà. La villa ha due piani con una larga torretta di coronamento di stampo ottocentesco.
Ha sul davanti un giardino all'italiana d'impianto tardo-ottocentesco con siepi di alloro, tigli, cipressi, platani, e un pozzo. Sul retro vi è un ampio giardino. Sul lato nord è annessa una vasta limonaia delimitante via Martellini. 
Sul muro esterno della villa, in angolo tra via del Podestà e via Martellini, si trova un tabernacolo con una Madonna col Bambino in terracotta.
La famiglia Feri cedette la villa agli attuali proprietari nel 1989. Da allora è conosciuta anche come Villa Malavolta.